# نيسابور
نَيْسَابُور أو نِيْسَابُور (بالفارسية: نيشابور) هي ثالث أكبر مدينة في شرق إيران ، مدينة في مقاطعة خراسان شمالي شرق إيران قرب العاصمة الإقليمية مشهد. كانت نيسابور عاصمة لمقاطعة خراسان قديماً، وتعد من أشهر مراكز الثقافة والتجارة والعمران في العصر العباسي، قبل أن يدمرها زلزال ضربها عام 540 هـ (1145 م)، ثم أكمل خرابها غزو المغول لها سنة 618 هـ (1221م).

قال فيها ياقوت الحموي:

## تاريخ

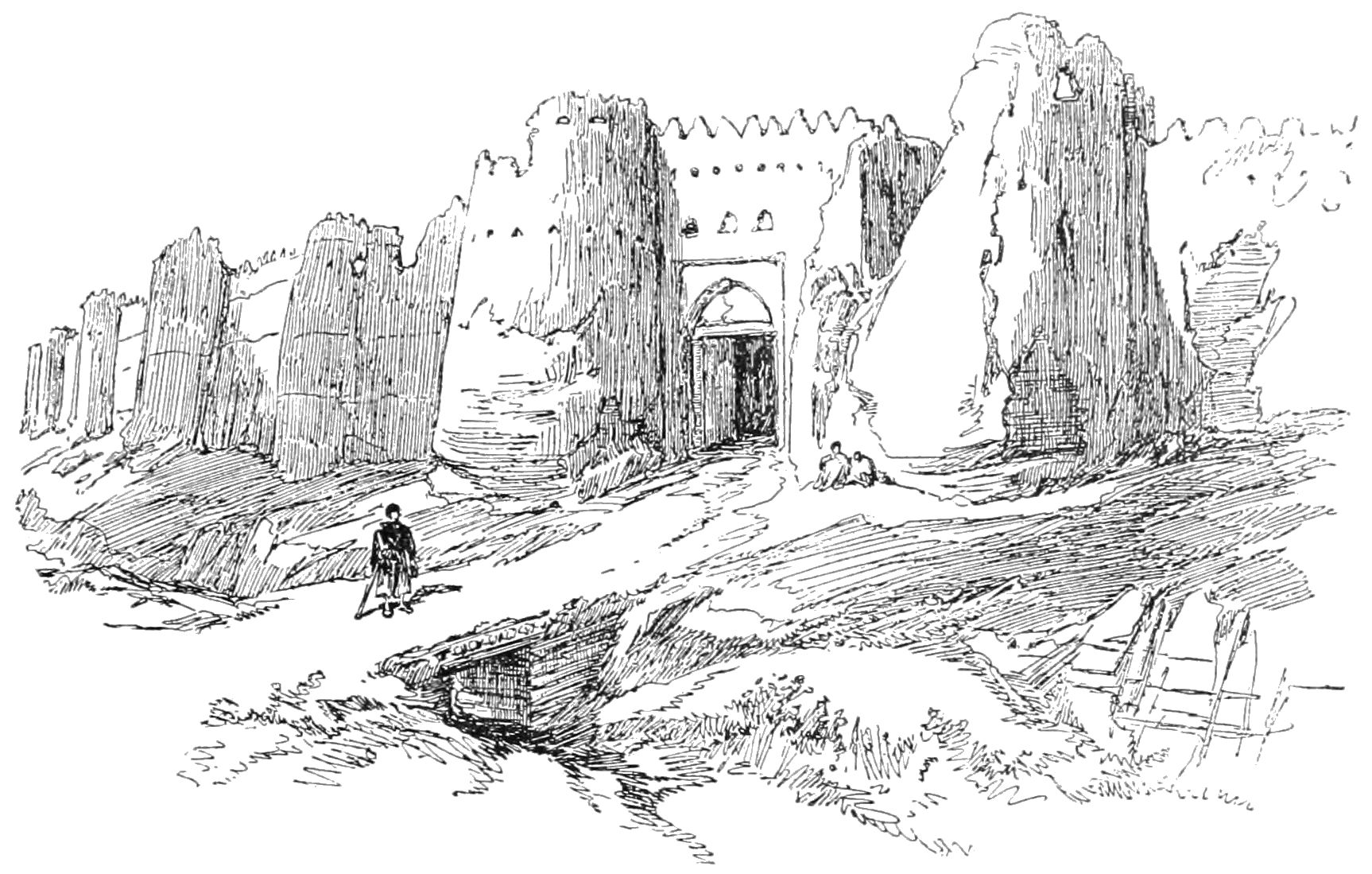
رسم من أحد البوابات نيسابور فی قرن 16.

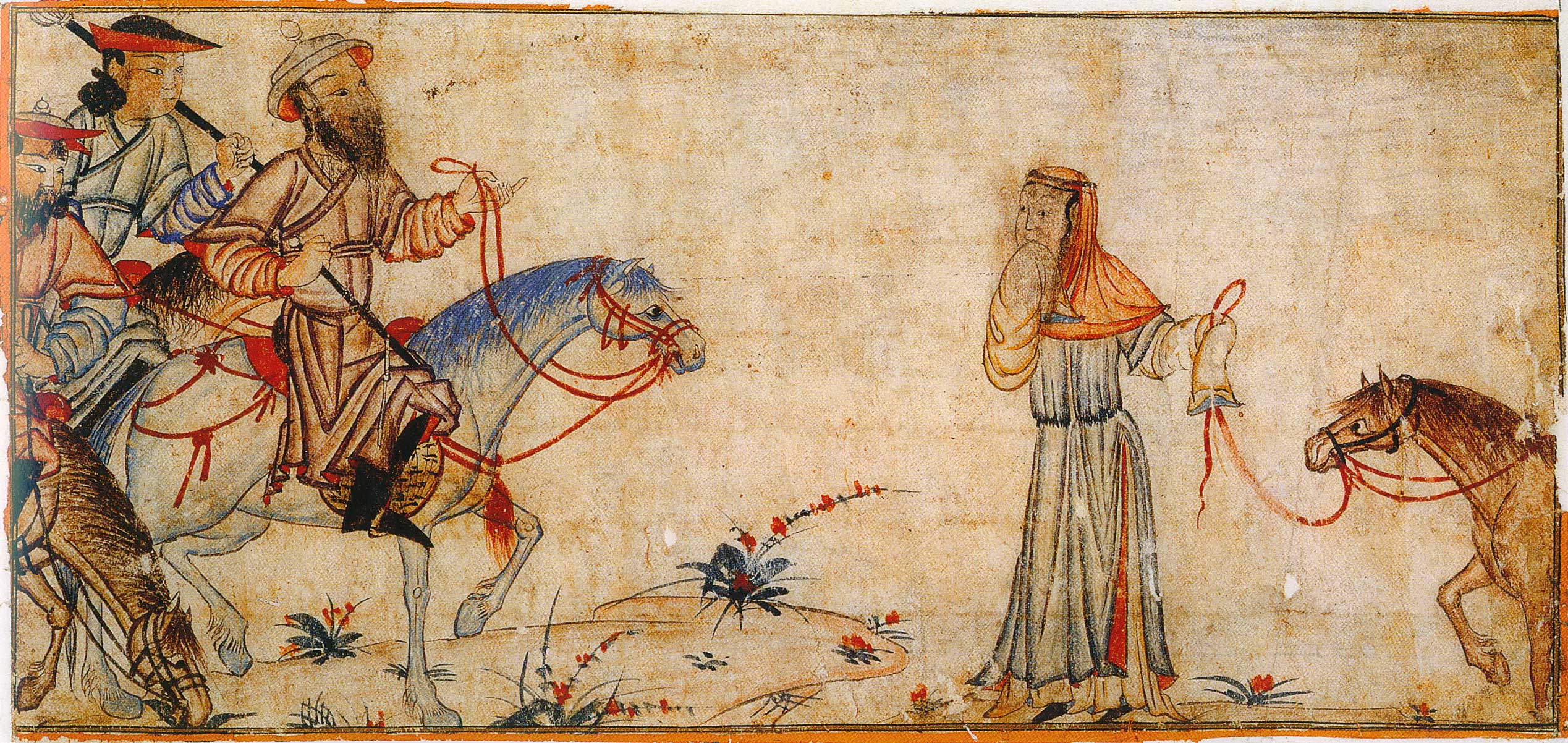
مخطوطة تصور بناء شادیاخ في نيسابور المغول.

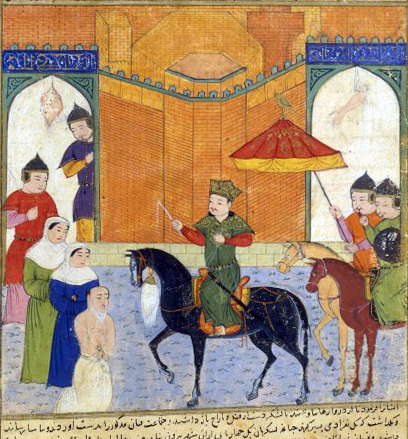
محمود غازان في نيسابور

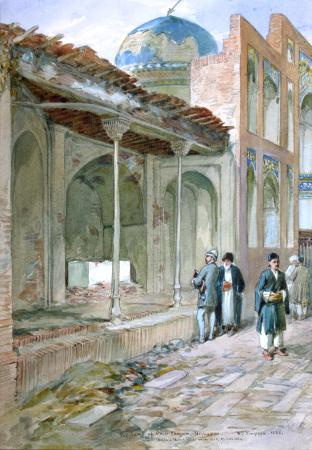
رسم من نيسابور عام 1888.

ظهرت الحضارة وطلائع المدنية في نیسابور ومنطقتها في عصر الإمبراطورية الساسانية علی أرجح القول، وفتحت على أيدي المسلمین سنة 31 هـ وأسلم سکانها سلماً دون قتال.
اسمها (نيسابور) وذلك نسبة إلى شابور الثاني الذي أعاد بنائها للمرة الثانية في المئة الرابعة للميلاد ويعني إسمها بالفارسية عمل أو موضع سابور الطيب. وقد أطلق عليها أيضاً اسم أبر شهر ومعناه مدينة الغيم. وذكر ابن بطوطة أنها سميت بدمشق الصغيرة لكثرة فواكهها وبساتينها.
أسسها الأكاسرة على تخطيط كرقعة الشطرنج في كل ضلع ثمانية مربعات ثم اتسعت رقعتها وعظمت ثروتها في أيام الدولة الصفارية حتى صارت أجمل مدن خراسان، فليس في كل خراسان على ما ذكر ابن حوقل مدينة أصح هواءً وأفسح فضاءً وأرشد عمارةً من نيسابور، وتجارها أهل ثراء، وتؤمها السابلة والقوافل كل يوم ويرتفع منها من أصناف الثياب القطنية والحريرية ما يصدر إلى سائر بلدان المشرق.
كان أول فتح المسلمين لها صلحاً في أيام الخليفة الراشد عثمان بن عفان عام 31هـ ووُليَ عليها الأمير عبدُ الله بن عامر بن كريز، وبنى بها عبد الله هذا جامعاً، وقيل إنها فتحت في أيام أمير المؤمنين عمر بن الخطاب على يد الأحنف بن قيس، وإنما انتقضت في أيام عثمان فأرسل إليها عبد الله بن عامر ففتحها ثانية. وقد ذكر المؤرخون أن جامعها الأكبر الذي شهد قمة ازدهارها أربع رحبات بناه عمرو الصفار، ويقوم سقفه على أساطين الآجر يدور على صحنه ثلاثة أروقة وأهم بناء فيه قد زوقت حيطانه بالقرميد المذهب. وللجامع أحد عشر باباً بها أعمدة رخام وحيطانه وسقفه مجملة مزوقة.
وفي وصف المدينة العظيمة نيسابور قيل إن فيها اثنتان وأربعون محلة منها ما يكون مثل نصف شيراز ودروبها المؤدية إلى الأبواب زهاء الخميس، وأعظم ما وصلت إليه من السعة كانت بعد عام 679هـ، حيث كان دَوْر أسوارها حينذاك 15000 خطوة... كما أن أعظم أسواقها سوقان: سوق المربعة الكبيرة وسوق المربعة الصغيرة، وكان سوف المربعة الكبيرة قرب المسجد الجامع بينما سوق المربعة الصغيرة على بعد قليل من السوق الآخر في الأرباض الغربية قرب ميدان الحسينية ودار الإمارة، وهي أسواق طويلة مكتظة بالدكاكين تمتد من مربعة إلى المربعة الأخرى، وتقطعها متعامدة معها أسواق أخرى وهي تمتد جنوبا إلى مقابر الحسينيين وتنتهي شمالاً برأس القنطرة على النهر، وفي هذه الأسواق خانات وفنادق يسكنها التجار وفيها التجارات كل صنف فيها على حدة، فلكل من الأساكفة والبزازين والخرازين وغيرهم من أصحاب الحرف خاناتهم. أما نهر نيسابور الجاري في وادى سفاور فهو ينحدر إلى نياسبور من قرية بشتفقان المجاورة لها وعلى هذا الوادي والقنى قوّام وحفظة، وعُمْق بعض القني تحت الأرض بما بلغ مئة ودرجة وهذه القنى إذا ماجاوزت المدينة ظهرت على وجه الأرض فتسقي المزارع والبساتين وعلى حافتي النهر المذكور تدور بمائة وسبعون رحى.. ولكل دار في المدينة قناة تأخذ ماءها من هذا النهر إضافة إلى أن أكثر الدور فيها صهاريج يخزن فيها الماء لأجل الانتفاع منه في موسم الحفاف رغم مافي تلك الدور من آبار كثيرة عذبة الماء.
وقد اشتهرت بساتين نيسابور الكثيرة المحيطة بها بالريباس وهو نوع من الثمار ينبت في الجبال ذوات الثلوج والبلاد الباردة وطعمه حامض مع قبض، وحجمه في نيسابور كبير تبلغ الواحدة منه منّاً أو أكثر وهي بيضاء صادقة البياض كأنها الطلع، ولجمال الطبيعة الخلابة التي تميزت بها هذه المدينة قال ياقوت الحموي إنه لم ير مدينة أحسن منها.
كما اشتهرت نيسابور بالجبل الذي كانت فيه مغارة الرياح العجيبة التي يهب من أعماقها ريح ويندفع في الوقت نفسه ماء تكفي قوته لإدارة رحى من شدة اندفاعه.
وفي سهل نيسابور كانت أربعة رساتيق (أي أقاليم زراعية) عرفت بخصوبة أرضها وكثرة إنتاجها وهي الشامات، وريوند، ومازُل وبشتفروش. وعلى سبيل المثال ففي بشتفروش مئة وست وعشرة قرية على ماذكر المقدسي وبساتينها ذات غلة كبيرة من المشمش الذي يحمل إلى سائر الأرجاء وفي الرساتيق الأخرى ثمار أخرى كالعنب السفرجلي الجيد الذي لا نظير له.
ولتلك الرساتيق أنهار كثيرة تسقي بساتينها مثل نهر الملح ونهر بشتقان ونهر بشتفروش ونهر عطشا بار.
وقد تعرضت نيسابور لغزوات عشائر الغز سنة 548 هـ فأصبت بمصيبة عظيمة حيث أسرت تلك العشائر المتوحشة الملك سنجر وقتلوا كل من وجدوه فيها واستصفوا أموالها حتى لم يبق فيها من يعرف وخربوها وأحرقوها ثم اختلفوا فهلكوا واستولى عليها المؤيد أحد مماليك سنجر فنقل الناس إلى محلة منها يقال لها شاؤيافي وعمرها وسورها وتقلبت بها أحوال حتى عادت أعمر بلاد الله وأحسنها وأكثرها خيراً وأهلاً وأموالاً لأنها على حد تعبير ياقوت دهليز المشرق ولابد للقفول من ورودها وبقيت على ذلك إلى سنة 618هـ حيث خرج من وراء النهر التتر فعاثوا في الأرض فساداً حتى وصلوا إلى اسوار نيسابور فنصبوا المنجنيق وغيره حتى أخذوها عنوة فقتلوا لنقمتهم على أهلها كل من وصلت إليه أيديهم ثم خربوها حتى الحقوها بالأرض بل حفروا الأرض لاستخراج الدفائن التي أخفاها أهلها عن أعينهم حتى لم يبق جدار قائم.

## فنون

### صناعة الفخار
كانت نيسابور في العصور الذهبية الإسلامية -وخصوصًا في القرني التاسع والعاشر- واحدة من أكبر مراكز صناعة الفخار. معظم التحف الخزفية التي اكتشفت في نيسابور محفوظة في متحف المتروبوليتان للفنون ومتاحف في طهران ومشهد. وأظهر خزف المنتج في نيسابور علاقة مع الفن الساساني وآسيا الوسطى. في الوقت الحاضر هناك 4 ورشات لصناعة الفخار في نيسابور.

### نسج السجاد
نسج السجاد والبسط منتشر في أكثر من 470 قرية في مقاطعة نيسابور، أهم ورش صنع السجاد تقع في: الشافي آباد، قرينة، دررود، باغشن، خرو، فيروزه، سيداباد، سرشاه، سليماني، سلطان أباد، إسحاق اباد. نسجت ورش عمل نيسابور أكبر سجاد في العالم، مثل السجاد في: جامع الشيخ زايد ، القصر الرئاسي الأرميني، سفارة فنلندا في طهران، ومسجد محمد الأمين في عمان.

## عدد السكان
يبلغ عدد سكانها 500000[بحاجة لمصدر].

## مشاهیر النیسابوریین

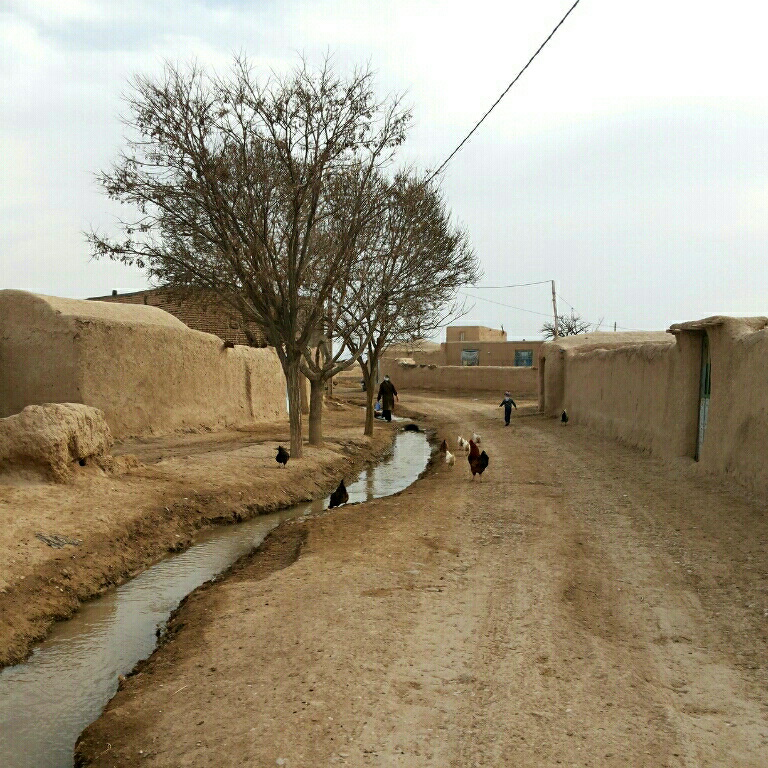
دار كمال الملك

سکن في نيسابور، الإمام مسلم صاحب صحيح مسلم والحاکم صاحب المستدرك، كما نسب إلى هذه المدينة الكثير من العلماء وأدباء وشعراء منهم:
- أبو علي الدقاق: الحسن بن علي بن محمد بن إسحاق بن عبد الرحيم بن أحمد أبو علي الدقاق (دقاق).
- الشيخ أبو منصور عبد الملك الثعالبي صاحب كتاب (يتيمة الدهر).
- الواحدي النيسابوري.
- غياث الدين أبو الفتح عمر الخيام.
- أبو الفضل أحمد بن محمد الميداني (نسبة إلى ميدان زياد وهو محلة بنيسابور)، صاحب كتاب مجمع الأمثال.
- مسلم بن الحجاج صاحب (المسند الصحيح أو ما يعرف بصحيح مسلم).
- أبو بكر البيهقي النيسابوري صاحب كتاب (السنن)، وكتاب (المبسوط) في الفقه الشافعي.
- أبو المعالي الجويني، الملقب بـ «إمام الحرمين»، (419هـ - 478هـ). فقيه شافعي وأحد أبرز علماء الدين السنة عامةً والأشاعرة خاصة.
- وأبو سعيد محمد بن يحيى بن منصور النيسابوري، صاحب كتاب الإنصاف في مسائل الخلاف.
- أسد بن الفرات الفقيه الكبير والقائد العظيم الذي فتح جزيرة صقلية.
- كمال الملك رسّام شهیر إيراني.
- فريد الدين عطار.
- أبو سعيد أبو الخير.
- علي الباخرزي.
- أبو الفرج روني.
- حسن متکلم.
- العالم المحدث أبو محمد عبد الله بن أحمد بن حموية السرخسي الحموي (المتوفى عام 380هـ) نزيل هراة، سمع من المحدّث محمد بن يوسف صحيح البخاري، كما برز الإمام أبو عبد الله محمد بن حموية بن محمد بن حموية الجويني، وأولاده يكتبون لأنفسهم اسم «الحمويين». كما برز ابنه المحدّث أبو الحسن علي بن محمد الحموية (المتوفي بعد عام 530 هـ) في نيسابور، وحُمل إلى جُوين فدفن بها.

## الأماكن السياحية والثقافية
- مقبرة عمر الخيام.
- قبر الأستاذ كمال الملك.
- قبر فريد الدين عطار.
- بقعة قدمغاه.
- مسجد ومرقد محمد المحروق، هو محمد بن الحسین بن زید بن علي بن حسین بن علي بن أبي طالب معروف بمحمد محروق. في الانتفاضة التي اندلعت ضد الخليفة المأمون العباسي فحرقوا جسد محمد ولذلك عرف بالمحروق.
- المسجد الخشبي.
- جامعة نيسابور الإسلامية الحرة.
- مسجد نيسابور.
- ساحة عمر الخيام.

## لغة السکان
لغة سكان المدينة هي الفارسیة باللهجة النیسابورية. وهناك أيضاً من يتحدث اللغة الترکیة والکردیة.

## دین
يدين 98% من السكان بالإسلام، معظمهم من الشيعة الإثناعشرية والإسماعيلية. وقليل من السنة أيضاً يوجد مسيحيين بنسبة 1% وزرادشتيون بنسبة 1%[بحاجة لمصدر].

## المنشورات
تنتشر فی نیسابور عدة صحف اسبوعية:
| الاسم الجریده أو اسبوعیه (الفارسیه) | الاسم الجریده أو اسبوعیه (العربیه)    | حدود الانتشارها             |
| ----------------------------------- | ------------------------------------- | --------------------------- |
| صُبحِ نِیشابور                         | صباح نيسابور                          | فی مدينة النیسابور ومقاطعها |
| خیام نامه (منجزة)                   | الرسالات من مدینه الخیام (عمر الخیام) | ما تنتشر حالاً               |
| شادیاخ                              | شادیاخ (اسم محله القدیمه فی نیسابور)  | فی مدينة النیسابور ومقاطعها |
| شَهرِ فیروزه                          | مدينة الفيروز                         | فی مدينة النیسابور وخراسان  |